# Hans Gleinig
Hans Gleinig (auch Gleynig, Gleyneck, Gleynigk, Gleinick; † um 1547 in Dresden) war ein im 16. Jahrhundert lebender Dresdner Kaufmann, Ratsherr und Bürgermeister.

## Leben
Gleinig entstammte einer Kaufmannsfamilie und betätigte sich selbst im Kommissionshandel, der ihm erheblichen Wohlstand einbrachte. 1546 war er mit einem Vermögen von 11320 Gulden der reichste Mann der Stadt. Außerdem besaß er ein repräsentatives Wohnhaus am Altmarkt, Ecke Schloßstraße (Wilsdruffer Straße 2). Das Gebäude entstand Anfang des 16. Jahrhunderts und war mit einem Erker an der Hausecke verziert. Gleinig ließ diesen mit drei Sandsteinplastiken der Jungfrau Maria, des Evangelisten Johannes und des Heiligen Christophorus verzieren. Eine lateinische Inschrift besagte übersetzt: Ehre dem größten und besten Gott. Wohl dem Gemeinwesen und uns allen fortwährend Frieden und Geborgenheit. Hans Gleinig. Trotz mehrerer Umbauten im 19. Jahrhundert blieb das Haus mit seinem gotischen Erker bis zur Zerstörung 1945 erhalten.
Neben seiner Ratstätigkeit trat Gleinig auch als Stifter auf, der sein Geld „häufig zum Besten der Stadt einsetzte“. Von 1528 bis 1544 war er Spitalmeister und damit für den Unterhalt und die Organisation der Dresdner Hospitäler verantwortlich. 1534/35 lieferte er Gold- und Silberblätter für die Ausgestaltung des neuen Brückentorhauses der Elbbrücke auf Altendresdner Seite.

## Politische Tätigkeit
Im Jahr 1506 trat Hans Gleinig in den Dresdner Rat ein und übernahm dort die Leitung des Niederlageamtes. Aufgabe dieses Ratsamtes war es, den gesamten Warenverkehr nach Böhmen zu kontrollieren und die aus dem am 17. September 1455 verliehenen Stapelrecht zufließenden Gebühren zu verwalten. 1526 wurde Gleinig zum regierenden Bürgermeister gewählt und übte dieses Amt bis 1544 im üblichen dreijährigem Rhythmus regierender – sitzender – ruhender Bürgermeister aus. 
1546/47 war er in die politischen Konflikte und Machtkämpfe zwischen protestantischen und katholischen Kräften verwickelt. Im Vorfeld der Schlacht bei Mühlberg hatten sich die Dresdner Bürgermeister Hans Gleinig, Peter Byner und Theodoricus Lyndemann einer künftigen Herrschaft der ernestinischen Kurfürsten von Sachsen nicht abgeneigt gezeigt und sich somit gegen den Landesherrn Herzog Moritz gestellt. Dieser ließ die drei Ratsherren deshalb im Mai 1547 vor Gericht stellen und verhören. Alle drei erhielten milde Urteile und durften ihre Ämter behalten. Da Hans Gleinig jedoch nach 1545 nicht mehr im Ratsverzeichnis erwähnt ist, starb er wahrscheinlich kurze Zeit später. 